# کیساک-کائین
کیساک-کائین (انگلیسی: Kisak-Kain) یک شهرک در شهرستان یانائولسکی استان باشقیرستان کشور روسیه است.